# Sites mégalithiques des Alpes-de-Haute-Provence
| \| Digne-les-Bains Barcelonnette Castellane Forcalquier \| Répartition géographique des sites. · : dolmen - : menhir - : autre site mégalithique |
| Digne-les-Bains Barcelonnette Castellane Forcalquier                                                                                             |

Cet article recense les  sites mégalithiques des Alpes-de-Haute-Provence, en France.

## Inventaire
| Monument                           | Commune                 | Remarque  | Protection        | Localisation                   | Illustration      |
| ---------------------------------- | ----------------------- | --------- | ----------------- | ------------------------------ | ----------------- |
| Dolmen des Pierres Blanches        | Castellane              |           | Inscrit MH (1994) | 43° 53′ 43″ N, 6° 30′ 24″ E    |                   |
| Dolmen de Villevieille             | Demandolx               |           |                   | 43° 52′ 56″ N, 6° 32′ 48″ E    |                   |
| Dolmens du Clau-deï-Meli           | Forcalquier             | 2 dolmens |                   | 43° 59′ 51″ N, 5° 46′ 03″ E    |                   |
| Menhir d'Argenton                  | Le Fugeret              |           |                   | 43° 59′ 16″ N, 6° 39′ 00″ E    |                   |
| Cairn du Gué                       | Le Lauzet-Ubaye         |           |                   | 44° 23′ 45″ N, 6° 24′ 29″ E    |                   |
| Cairn du Vallon                    | Le Lauzet-Ubaye         |           |                   | 44° 23′ 28″ N, 6° 24′ 29″ E    |                   |
| Statue-menhir de Roca de Niozelles | Niozelles               |           |                   | dépôt archéologique de Salagon |                   |
| Statue-menhir de la Grande Bastide | Oraison                 |           |                   |                                |                   |
| Dolmen du Villard                  | Le Lauzet-Ubaye         |           | Classé MH (1900)  | 44° 28′ 36″ N, 6° 22′ 09″ E    | Dolmen du Villard |
| Dolmen du Pont                     | Saint-Laurent-du-Verdon |           |                   |                                |                   |
| Dolmens d'Enriou                   | Saint-Laurent-du-Verdon | 2 dolmens |                   | 43° 42′ 37″ N, 6° 03′ 31″ E    |                   |
| Statue-menhir de Bonnafoux         | Villeneuve              |           |                   | conservée chez un particulier  |                   |